# 東龍美
東 龍美（あずま たつよし、1986年6月18日 - ）は、日本の俳優、映像プロデューサー。
フォセット・コンシェルジュ所属。

## 来歴
大阪府大阪市出身。近畿大学を卒業（2009年）。
2008年、劇団そとばこまちに入団。芝居を学び始める。劇団内外を問わず多数舞台に出演し、出演作品は5年間で30本を超える。2011年11月、同劇団を退団。以降、活動の幅を映像にも広げながら2012年度いっぱいまで関西で出演を重ねる。
2013年、拠点を東京に移し、役者として活動中。
また、ソニー・ミュージックエンタテインメントが運営するmonogatary.comが企画するコンテスト『モノコン2019』において「必ず二度見返したくなる賞」の大賞作品「ワンナイトのあとに」の映像化をプロデュースし、YouTube再生回数約300万回を牽引する。同コンテストは音楽部門でYOASOBIも輩出している。

## 人物
特技：サッカー、殺陣。
また、2016年より、スペイン発祥の総合格闘技であるKEYSI（ケイシ）を開始。
実妹は、タレントでグラビアアイドルの東坂みゆ。

## 出演

### 舞台
- 真田風雲録（2010年、ピッコロシアタープロデュース、作：福田善之、演出：内藤裕敬（南河内万歳一座）） - 主演  猿飛佐助 役
- 天保十二年のシェイクスピア（2011年、ピッコロシアタープロデュース、作：井上ひさし、演出：松本祐子（文学座）） - 佐吉 役
- 我らジャンヌ～少女聖戦歌劇～（2013年、ゲキハロ第13回公演）
- 永遠物語（宝塚歌劇団OGミュージカル） - 清吉 役
- 泡〜流れつくガレキに語りかけたこと（2013年、ピッコロシアタープロデュース、作・演出：岩松了） - ツヨシ 役
- 苔生す箱舟（2016年、万博設計06、王子小劇場／大阪 ウイングフィールド）
- 劇団たいしゅう小説家「スイートホーム」～毎日ほっこりしてますか？（2017年3月22日-26日、萬劇場）作・演出：凌崎イサミ

### テレビドラマ
- 大奥〜誕生［有功・家光篇］（2012年、TBS（金曜ドラマ））[9] - 御膳係 役
- 平清盛（2012年、NHK（大河ドラマ））
- かぶき者 慶次 （2015年、NHK（木曜時代劇）） - 勘定方・二木将綱 役（レギュラー） 役
- 吉原裏同心〜新春吉原の大火〜（2016年、NHK（正月時代劇）） - 若松屋使用人 役
- 就活家族 〜きっと、うまくいく〜 - 男子学生役
- 嫌われ監察官 音無一六スペシャル - 警官役
- 隣の家族は青く見える - おもちゃメーカー同僚 レギュラー
- ドキュメンタリードラマ「キミに最後の別れを～永遠なれ ラグビーの青春～」（2019年1月12日、NHKBSプレミアム ） - 主演・ゲーテ役[10]
- 初めて恋をした日に読む話 - 第6話
- NHK BS時代劇 大富豪同心 - 第2回
- いだてん〜東京オリムピック噺〜(2019年、NHK（大河ドラマ）） - 第41回〜  オリンピック組織委員会 取材記者レギュラー
- フジテレビヤングシナリオ大賞「パニックコマーシャル」 - 撮影助手役
- ABC/テレビ朝日「年下彼氏」 - 第11話
- 初情事まであと1時間 第8話「鍋の中」（2021年9月10日、MBS） - 長島たかし役
- 相棒 Season20（2022年） 第17話「米沢守再びの事件」（2022年3月2日） - 富田哲哉 役
- 相棒 Season22（2023年）第1話「無敵の人～特命係VS公安…失踪に潜む罠」、第2話「無敵の人～特命係VS公安…巨悪への反撃」（2023年10月18日、25日）-　風間義晴役
- 初恋の悪魔（2022年7月16日 - 、日本テレビ）-第1話　島倉栞奈の父役
- 拾われた男 LOST MAN FOUND（2022年6月26日 - (予定)、NHK BSプレミアム・ディズニープラス）-第5話　宮崎修役
- 人事の人見（2025年4月15日-、フジテレビ系）-第2話　青柳役
- あきない世傳 金と銀2（NHK BS・NHK BSプレミアム4K）-第5回

### テレビドキュメンタリー
- ニッポン印象派「軍艦島」(2019年9月4日 NHK BSプレミアム) - 語り

### バラエティ
- TBS 中居正広の金曜日のスマイルたちへ -「おいでやすこが」再現ドラマ　こがけん役

### CM
- 雪印メグミルク　恵megumiガセリ菌SP株ヨーグルト
- ブレイブフロンティア(メザ編)
- 海遊館
- ネスレ ネスカフェ アンバサダー
- マイナビ転職「進もう編」
- 大樹生命 「その人は、大樹のように。篇」

### WEB
- 麒麟淡麗「淡麗侍 決闘」篇
- Abema TVオリジナルドラマ「フォローされたら終わり」- PR会社社員レギュラー
- YouTube 必ず二度見返したくなるドラマ「レンチキュラー」「わたしたち、美脚部」プロデュース・出演
- COTRA ことらのある生活＜買い出しの精算＞

### 映画
- 大奥〜永遠〜［右衛門佐・綱吉篇］  （2012年） - 右衛門佐お目付け 役
- Oh!透明人間 インビジブルガール登場!?  （2014年）
- HK/変態仮面 アブノーマル・クライシス  （2016年 脚本・監督：福田雄一、配給：東映） - 戦闘員 役
- マスカレード・ホテル  （2019年  監督：鈴木雅之　配給：東宝）− フロントスタッフ役
- 東京リベンジャーズシリーズ 
  - 東京リベンジャーズ2 血のハロウィン編 -運命-（2023年4月21日）
  - 東京リベンジャーズ2 血のハロウィン編 -決戦-（2023年6月30日公開予定）
- 夏目アラタの結婚  （2024年9月6日、ワーナー・ブラザース映画）− 検事役
- スマホを落としただけなのに 〜最終章〜 ファイナル ハッキング ゲーム  （2024年11月1日公開、東宝）

### MV
- Bobby Bellwood「Sending Love」(2021年)

### スチール
- 関西ウォーカー
- 姫路ウォーカー

### イベント
- ウルトラマンショー（円谷プロ公式） - 隊員・司会 役